# Kazaky
Kazaky er et ukrainsk band. Bandet består af Kyryll Fedorenko, Artur Gaspar, Stas Pavlov og Oleg Zhezhel. Bandet fik deres gennembrud i 2010 med nummeret "In the middle", som blev en kæmpesucces på Youtube. Bandet har siden udgivet flere singler og to album.